# Halász Mihály (plébános)
Dabasi Halász Mihály (Pécs, 1809. szeptember 22. – Pécs, 1885. április 1.) katolikus plébános.

## Élete
Halász János és Vinkovics Katalin polgári állású szülők fia. Ősei már akkor Pécsen éltek, amikor a várost a török Pécset megszállva tartotta. Halász a gimnáziumot 1824 augusztusában Pécsett fejezte be; a bölcselet hallgatására októberben a pesti egyetemre ment, ahol Müller Henrik pék, akinek gyermekeit tanította, élelemmel és szállással látta el. 1826 augusztusában fejezte be bölcseleti tanulmányait, és az év őszén Zircen felvették a ciszterciek rendjébe. Egy év múlva azonban kilépett, és Pesten belépett az 5. tüzérezredbe. A katonai szigorú életmód következtében megbetegedett, és szülei kiváltották.
1828 szeptemberében a pécsi papnövendékek közé lépett. 1832 szeptemberében felszentelték miséspappá, és Szepessy püspök irodájában alkalmazták. 1833-ban Rácpetrén lett segédlelkész; ezután mint magyar, német és horvát káplán Szigetváron, Bogdásán és Szenterzsébetben működött; végül 1838 decemberében Pécsre helyezték át káplánnak. 1843. november 1-jén Bogdására nevezték ki plébánosnak, ahol 1848-49-ben igen zaklatott életet folytatott. 1855. november 1-jén áthelyezték Németibe, ahol 1864-ben az ott kalandozó Gölöncsér rablóbandájával kellemetlen találkozása volt (melyet a Magyar Államban 1876. március 23-án, 24-én le is írt).
1870. november 1-jén betegeskedése miatt nyugalomba lépett és november 8-ától külföldön, nevezetesen Triesztben, Nápolyban, Rómában, Genfben, Nizzában, Párizsban (ahol 1873-ban fájdalmas orvosi műtétnek vetette magát alá), Londonban, Kölnben, Berlinben tartózkodott 1875. június 30-áig. Ismét Budapestre, azután Pécsre tért vissza. 1878. május 1-jén ismét Párizsba indult és ott egy évet töltött el; 1879. május 1-jén Belgiumba és Német- és Oroszországon keresztül Svédországba ment; Torneot és a lappok földjét látogatta meg, mire Norvégia hosszában utazott vissza Németországba, s a telet Drezdában töltötte. 1880. május 1-jén Budapestre jött; kinyomatta munkáját és 1881 májusában ismét útra kelt: Berlinen és Stralsundon át Skandináviába ment Hammerfestig és onnan hajón megkerülte kontinensünk északi fokát. 1881-82 telén Drezdában ismét munkájának megírásával foglalkozott. 1882. május 15-én Budapestre utazott, hogy útirajzait, melyek a Magyar Államban levelekben jelentek meg, sajtó alá rendezze. 1883 májusának közepén Konstantinápolyba utazott, ahol a várfokról egy mélységbe esett, de némi vérzésen kívül egyéb baja nem történt; augusztusban Budapestre jött és kiadta Konstantinápoly c. munkáját. Az utazás fáradalmai megtörték, betegen tért haza Pécsre. 1884 nyarán azonban újra elfogta utazási vágya s Daruvárra indult. Útközben, postakocsin utazva, az egyik közbeeső állomásnál észrevette, hogy az utazás pillanatában egyik útitársuk hiányzott, kikiáltott a kocsivezetőnek, kibukott a véletlenül kinyíló ajtón és a nehéz szerkezetű kocsi keresztülgázolt testén. Felépült ugyan és visszatért Pécsre, de emlékezőtehetsége hanyatlani kezdett, és 1885. április 1-jén meghalt.
Elsajátított több európai nyelvet; beszélt a magyaron kívül angolul, franciául, olaszul és németül. Irodalmi munkái hazafias és egyházi irányú cikkgyűjteményei; külformájukra nézve levelek, melyeket barátjához Zsinkó István apátkanonokhoz intézett s jórészt a Magyar Államban (1876-tól) tett közzé.

## Munkái
- Vándor emlékeim Európa nevezetesebb helyeiről. Bpest, 1881.
- Svéd-Norvég missiók. Bpest, 1882. (Térképpel.)
- Konstantinápoly. Bpest, 1883.
- Drezda. Bpest, 1884. (A város tervrajzával.)